# Коцци (фарфор)
Коцци (итал. Cozzi) — марка итальянского фарфора, изготовлявшегося на фабрике Джеминиано Коцци в Венеции в 1764—1812 годах. Коцци производил скульптурные статуэтки, покрытые в основном белой глазурью, и столовые приборы, украшенные цветочными узорами, а также фигурами на фоне пейзажей и зданий. Фарфор Коцци отличался яркими цветами. Часто продукция Коцци, особенно в первые годы, подражала образцам мейсенского фарфора.
Фабрика Джеминиано Коцци была наиболее поздней, но самой успешной из трёх марок фарфора, производившихся в Венеции в XVIII веке. Первоначально Коцци производил фарфор из мягкой пасты. К 1770-м годам он освоил фарфор из твёрдой пасты с каолином, добывавшимся в окрестностях Виченцы, который давал «тонкую твёрдую серую пасту с блестящей влажной поверхностью». Такой фарфор часто классифицируют как «гибридный фарфор с твёрдой пастой», так как, хотя он и содержит каолин, но требует для обжига более низкие температуры, чем классические твёрдые пасты.

## Венецианский фарфор
Мануфактура была основана банкиром из Модены Джеминиано Коцци, который был связан с Натаниэлем Фридрихом Хевельке, немецким продавцом фарфора из Дрездена (так недалеко от Майсена), переехавшим в Венецию. Первоначально Хевельке начал производство фарфора в Венеции в 1758 году с Коцци в качестве партнёра. Однако уже в 1763 году мануфактура была закрыта и образцы её найти очень сложно. Таким образом, именно фабрика Хевельке впервые произвела первый фарфор в Венеции после того, как в 1727 году закрылось производство фарфора Джованни Вецци. В 1735 году началось изготовление фарфора Доччиа, местечка близ Флоренции, который стал самым крупным итальянским фарфоровым заводом, работающим до сих пор.
Венецианский фарфор производился также в Нове, с перерывами с 1762 до 1773 года, когда умер основатель мануфактуры Паскуале Антонибон. Фабрика в гончарном центре Нове, недалеко от Бассано, делала изысканную майолику в модных стилях. Производство фарфора возобновилось там после 1781 года, когда Ф. Паролин арендовал завод на двадцать лет. Фарфор Нове был похож на фарфор Коцци.

## Фарфор Коцци
Мануфактура Коцци находилась в приходе Сан-Джоббе, в северном районе Венеции Каннареджо. В 1767 году в нём работало 45 мастеров и 6 учеников, мануфактура включала 4 печи и мельницу в Тревизо для смешивания компонентов. В отличие от Вецци, Коцци получил законодательную и финансовую поддержку от правительства Венецианской республики особенно в силу того, что производство Коцци не зависело от импорта из-за границы, а использовало каолин Третто. В 1765 году ему было предоставлено 200 дукатов на строительство водяной мельницы и 30 дукатов в месяц в течение 20 лет. Кроме этого, ему была предоставлена юридическая защита. Коцци нанял несколько мастеров из фабрики Нове, поэтому изделия Коцци и Нове очень близки.
Мануфактура преуспевала в 1760-е годы, но сильный пожар 1771 года привёл к серьёзным финансовым проблемам в течение следующих двух десятилетий. Кроме этого, для фарфора Коцци и фарфора Нове использовался каолин из единственного известного итальянского источника — горы Третто в Доломитовых Альпах близ Скио, который контролировался Бортоло Факки. Факки злоупотреблял своим положением и взимал настолько высокую цену за материал, что фарфор Коцци был дороже в Венеции, чем импортный фарфор. К 1790-м годам каолиновые породы Третто истощились.
Постепенно обе фабрики начали производить майолику, а затем тонкий фаянс. Тем временем к 1784 году у Коцци скопилось 118 тыс. фарфоровых изделий, в основном старых и не модных. После 1799 года мало известно о фарфоре Коцци.

## Галерея
- Салатница в форме раковины, расписанная в китайском стиле. Ок. 1750. Смитсоновский музей дизайна Купер Хьюитт, Нью-Йорк
- Чашка с блюдцем. 2-я половина XVIII века. Международный музей керамики, Фаэнца
- Тарелка. 2-я половина XVIII века. Международный музей керамики, Фаэнца
- Фигурка гнома. После 1785
- Фигурка гнома, по мотивам Жака Калло Ок. 1770. Метрополитен-музей, Нью-Йорк